# Gunhild Wallin
Gunhild Anna Elisabet Wallin, född 18 september 1949 i Kils församling i Örebro län, är en svensk centerpartistisk politiker, som under 2008 var riksdagsledamot (ersättare) för Örebro läns valkrets på plats 232. Wallin var ledamot eller suppleant i utbildningsutskottet. Hon har arbetat som barnmorska.